# Klaus Erich Pollmann
Klaus Erich Pollmann (né le 12 septembre 1940 à Duisbourg) est un historien allemand moderne, professeur émérite et ancien recteur de l'Université Otto von Guericke de Magdebourg

## Biographie
Après des études à l'Université de Marbourg et à l'Université libre de Berlin, Pollmann est assistant de recherche à l'Université Louis-et-Maximilien de Munich et à l'Université technique de Brunswick de 1967 à 1972. Il obtient son doctorat en 1971 auprès de Walter Bußmann à la faculté de Philosophie et Sciences Sociales de l'Université de Karlsruhe avec la thèse du régiment de l'Église souveraine et de la question sociale. Le Conseil de l'Église protestante supérieure de l'ancienne Église régionale prussienne et le mouvement sociopolitique du clergé après 1890. En 1978, il obtient le diplôme de professeur d'histoire moderne avec la thèse du Parlementarisme dans la Confédération de l'Allemagne du Nord 1867-1870 à l'Université technique de Brunswick.
En 1982, Pollmann est nommé professeur d'histoire moderne; de 1987 à 1989, il est doyen de la faculté de philosophie et de sciences sociales de l'Université technique de Brunswick. Il est ensuite professeur invité à l'Université hébraïque de Jérusalem (1990) et à l'Université du Nebraska-Lincoln (1991). En 1993, il est nommé professeur d'histoire moderne à l'Université Otto von Guericke de Magdebourg. De 1996 à 1998, il est doyen de la faculté locale des sciences humaines, sociales et éducatives. Ses étudiants universitaires comprennent Helmuth Albrecht, Rainer Maaß, Ramona Myrrhe et Karlheinz Weißmann.
De 1998 à 2012, Pollmann succède à Thomas Strothotte en tant que recteur de l'Université Otto von Guericke de Magdebourg. Son successeur en fonction est Jens Strackeljan. De 2000 à 2004 et de 2006 au 31 octobre 2008, Pollmann est également président de la Conférence des recteurs de l'État de Saxe-Anhalt et membre du conseil d'administration de l'État de Saxe-Anhalt /Thuringe de l'Association des donateurs pour la science allemande. En 2007, il prend la présidence du Centre scientifique de Saxe-Anhalt (WZW).

## Honneurs
- 2007: Plaque d'honneur Gruson de l'Association des ingénieurs allemands (VDI)
- 2012: Sénateur honoraire de l'Université technique d'Ilmenau
- 2013: Officier de l'ordre du Mérite de la République fédérale d'Allemagne[3]
- 2018: Ordre du Mérite de Saxe-Anhalt

## Prix de promotion de la recherche Klaus-Erich-Pollmann
En 2013, Karin Witte décerne le prix de promotion de la recherche Klaus Erich Pollmann, doté de 5 000 euros, à des doctorants dont les travaux sont récompensés. Le prix est annoncé par le rectorat de l'Université Otto von Guericke de Magdebourg. Les scientifiques Manja Krüger, Anna Dittrich et Alexander Bastian sont honorés pour leur travail en 2013.

## Travaux (sélection)
- Landesherrliches Kirchenregiment und soziale Frage. Der evangelische Oberkirchenrat der altpreussischen Landeskirche und die sozialpolitische Bewegung der Geistlichen nach 1890 (= Veröffentlichungen der Historischen Kommission zu Berlin. Band 44). Mit einem Vorwort von Walter Bußmann. de Gruyter, Berlin 1973,  (ISBN 3-11-003998-2).
- Die Braunschweigische Verfassung von 1832. Hrsg. von der Niedersächsischen Landeszentrale für politische Bildung, Hannover 1982.
- Hrsg. mit Werner Pöls: Moderne Braunschweigische Geschichte. Georg Olms Verlag, Hildesheim 1982,  (ISBN 3-487-07316-1).
- Parlamentarismus im Norddeutschen Bund 1867–1870 (= Handbuch der Geschichte des deutschen Parlamentarismus). Droste, Düsseldorf 1985,  (ISBN 3-7700-5130-0).
- Mit Hans-Jochen Vogel: Erich Ollenhauer und die deutsche Sozialdemokratie. Ansprachen aus Anlass der 90. Wiederkehr seines Geburtstages in Magdeburg. Hrsg. von Dieter Dowe. Abteilung Sozial- und Zeitgeschichte der Friedrich-Ebert-Stiftung, Bonn 1991,  (ISBN 3-926132-67-1).
- Hrsg.: Abt Johann Friedrich Wilhelm Jerusalem (1709–1789). Beiträge zu einem Colloquium anlässlich seines 200. Todestages (= Braunschweiger Werkstücke. Band A). Stadtbibliothek, Braunschweig 1991.
- Hrsg.: Wilhelm Bracke. Beiträge zum Kolloquium am 29. Mai 1992 (= Kleine Schriften. Band 24). Stadtarchiv, Braunschweig 1992.
- Hrsg.: Der schwierige Weg in die Nachkriegszeit. Die Evangelisch-Lutherische Landeskirche in Braunschweig 1945–1950 (= Studien zur Kirchengeschichte Niedersachsens. Band 34). Im Auftrag der Kommission der Evangelisch-Lutherischen Landeskirche in Braunschweig für Braunschweiger Kirchliche Zeitgeschichte. Vandenhoeck & Ruprecht, Göttingen 1995,  (ISBN 3-525-55239-4).
- Hrsg.: Kirche in den fünfziger Jahren. Die Braunschweigische Evangelisch-Lutherische Landeskirche. Im Auftrag der Kommission der Evangelisch-Lutherischen Landeskirche in Braunschweig für Braunschweiger Kirchliche Zeitgeschichte. Landeskirchliches Archiv, Braunschweig 1997,  (ISBN 3-00-002207-4).
- Hrsg.: Die Otto-von-Guericke-Universität Magdeburg. Festschrift. mdv, Halle (Saale) 2003,  (ISBN 3-89812-207-7).